# Evangelische Kirche Tegernau

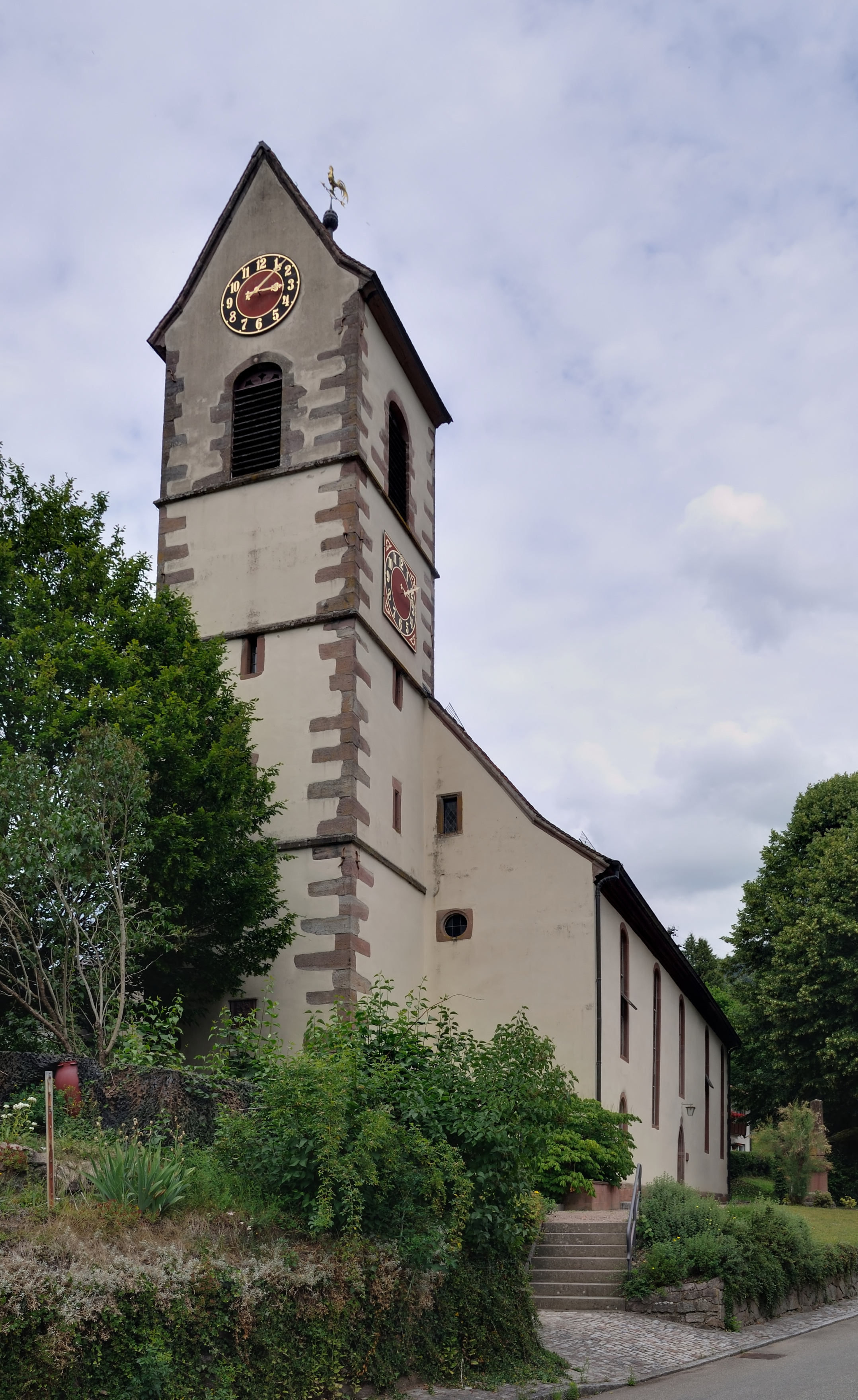
Laurentiuskirche von Südwesten

Die Evangelische Kirche Tegernau, auch Laurentiuskirche in der gleichnamigen Ortschaft Tegernau, das Teil der Gemeinde Kleines Wiesental ist, wurde Mitte des 18. Jahrhunderts teilweise auf Basis der Vorgängerkirche neu errichtet. Die erste urkundlich gesicherte Nennung einer Kirche in Tegernau geht auf Anfang des 12. Jahrhunderts zurück. Die Orgel vom Ende des 19. Jahrhunderts steht unter Denkmalschutz.

## Geschichte
Im Jahr 1114 wird der erste Pfarrer von Tegernau schriftlich erwähnt. Die erste Kirche war aufgrund der geographischen Lage für die meisten Dörfer des Kleinen Wiesentals bis an den Fuß des Belchens zuständig. Diese Kirche mit dem Patronat Unserer Lieben Frau war vermutlich aus Holz wurde im 13. Jahrhundert in eine aus Stein umgebaut. Teile dieses alten Mauerwerks sind bis heute erhalten geblieben.
1557 wird als Patrozinium der Kirche in Tegernau der Heilige Lorenz genannt: „Gotzhus sant Lorentzen zu Thegernow“. 1688 begonnenen Umbau- und Erweiterungsarbeiten konnten erst 1693 mit den Arbeiten am Chor abgeschlossen werden. Ebenfalls im 17. Jahrhundert ist ein Fresko entstanden, dass allerdings nur bis zu Beginn des 20. Jahrhunderts zu sehen war. Dringend benötige Erweiterungen und Reparaturen der Kirchen wurden Anfang des 18. Jahrhunderts immer wieder aufgeschoben.
Erst 1743 fertigte Baumeister Arnold einen Plan zum Um- und Neubau an. Mit der Kostenrechnung von 1754 wurde ein Jahr später schließlich die Baugenehmigung erteilt und mit dem Umbau begonnen. Dieses Jahr ist über dem Haupteingang mit dem Wappen des Markgrafen eingemeißelt. Nach Abschluss der Arbeiten weihte Spezialsuperintendent Wucherer aus Schopfheim die Kirche am 13. November 1757 ein.
Nach dem Zweiten Weltkrieg wurde die Kirche renoviert. Um 1966 erfolgte ein grundlegender Umbau des gesamten Chorraumes. Die Orgel wanderte von dort auf die Westempore. Im Chor wurden in der Folgezeit moderne Fenster eingebaut, die der Künstler Jürgen Brodwolf gestaltet hat. Der Schreiner Ralf Kropf aus Tegernau baute 1988 als Gesellenstück einen neuen Altar, der in seiner Form den umgebenden Bau aufgreift.
Ab 2010 war die Laurentiuskirche in Tegernau aufgrund von Einsturzgefahr des Daches geschlossen. Nach einer aufwändigen Dachsanierung wurde sie im Rahmen der 900-Jahr-Feier des Dorfes am 23. Juni 2013 feierlich wieder in Gebrauch genommen.

## Beschreibung

### Kirchenbau
Die Tegernauer Kirche besteht aus einem rechteckigen Langhausbau und einem daran anschließenden vierstöckigen Glockenturm. Beide Baukörper sind über parallel zueinander verlaufende Satteldächer gedeckt. Der Turm ist bis unter die Dachkante mit Eckquaderung versehen. Im vierten Obergeschoss befinden sich zu jeder Seite rundbogige Klangarkaden. An den beiden Giebelseiten ist je ein Zifferblatt der Turmuhr angebracht und ergänzend dazu im dritten Obergeschoss zwei Zifferblätter zu den anderen Fassadenseiten.

### Innenraum und Ausstattung
Das Langhaus ist mit einer flachen Holzdecke eingezogen. Über dem Eingang von der Turmhalle und an der Nordwand befindet sich eine Eckempore, auf der an der Westseite die Orgel aufgestellt ist. Der polygonale Chor bildet den Altarbereich, der sich auf einem kleinen Podest befindet. Entlang der Chorwand ist eine Holzbank an der Wand angebracht. Mittig im Chor befindet sich der Altartisch aus hellem Holz. An der Nordwand des Chors befinden sich im Inneren eine Grabplatte, die an Johann Friedrich Stender, Pfarrer († 12. September 1717) und Friedrich Gräter, Vogt († 24. Januar 1745) erinnert. In der Eingangshalle befindet sich ein Epitaph von Fritz Greter, Vogt († 26. Dezember 1707) und seiner Frau Maria Greter, geb. Lacher († 15. April 1707).
Ein Fenster in der Südwand des Langhauses wird auf das Jahr 1430 datiert. Ebenfalls an der Südwand ist ein schlichtes Holzkreuz angebracht.

## Orgel

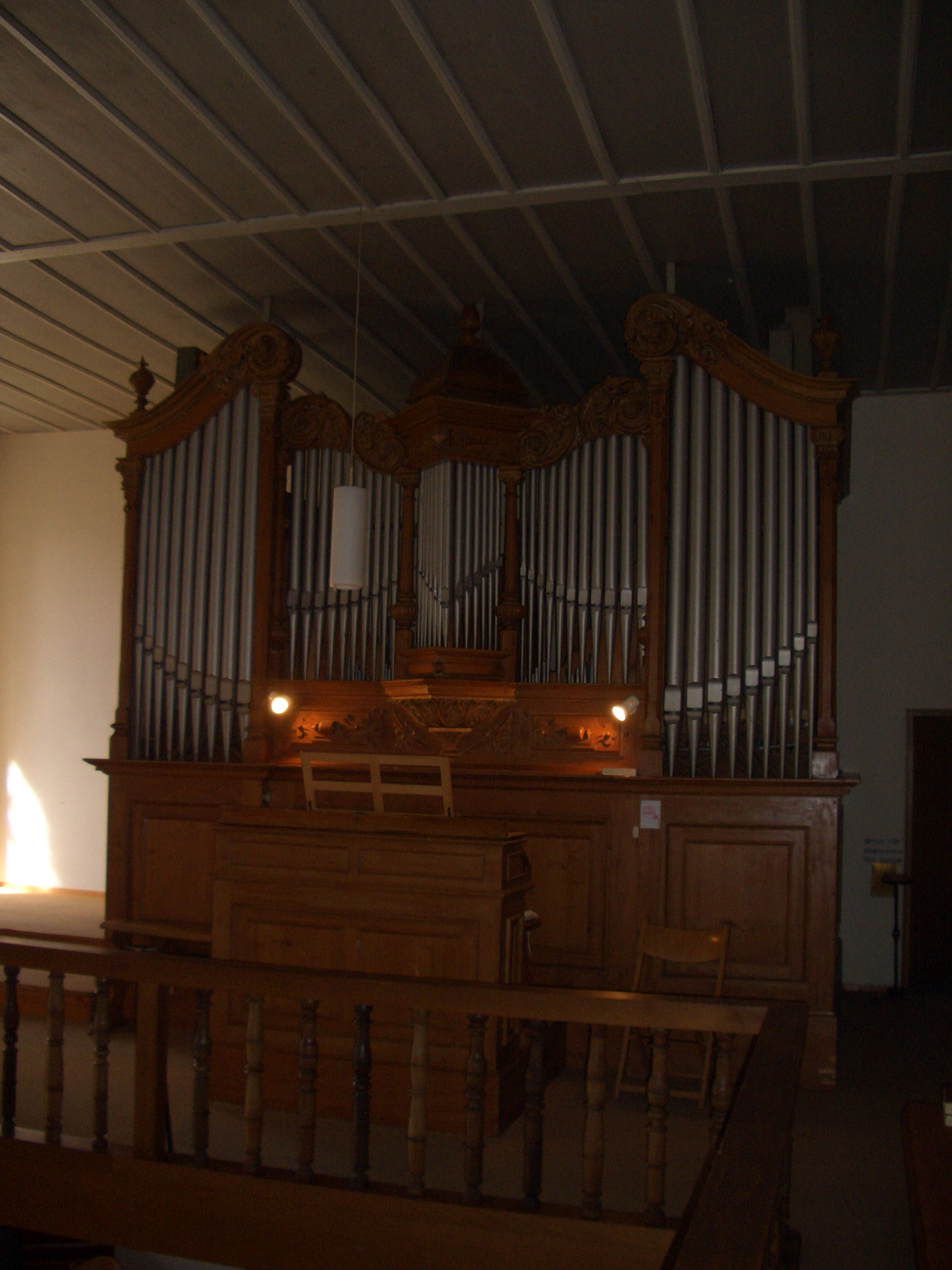
Merklin-Orgel

Die Orgel der Tegernauer Kirche wurde 1895 von August Merklin erbaut und im Chor der Kirche aufgestellt. Bei einer Revision in den 1950er Jahren wurden einzelne romantische Register ersetzt, ansonsten befindet sich das Instrument weitgehend im Originalzustand. Die Orgel steht heute auf der Westempore. Sie besitzt Kegelladen, arbeitet mit mechanischer Traktur und umfasst zwei Manuale, Pedal und 16 Register. Die Orgel steht heute unter Denkmalschutz.
Die Disposition lautet wie folgt:
| I Hauptwerk C–f3 |     |
| Bordun           | 16′ |
| Prinzipal        | 8′  |
| Gamba            | 8′  |
| Gedackt          | 8′  |
| Octave           | 4′  |
| Gemshorn         | 4′  |
| Octave           | 2′  |
| Mixtur II        |     |

| II Oberwerk C–f3 |    |
| Gedackt          | 8′ |
| Rohrflöte        | 4′ |
| Prinzipal        | 2′ |
| Sesquialter II   |    |
| Zimbel III       |    |

| Pedal C–d2 |     |
| Subbass    | 16′ |
| Octavbass  | 8′  |
| Choralbass | 4′  |

## Glocken

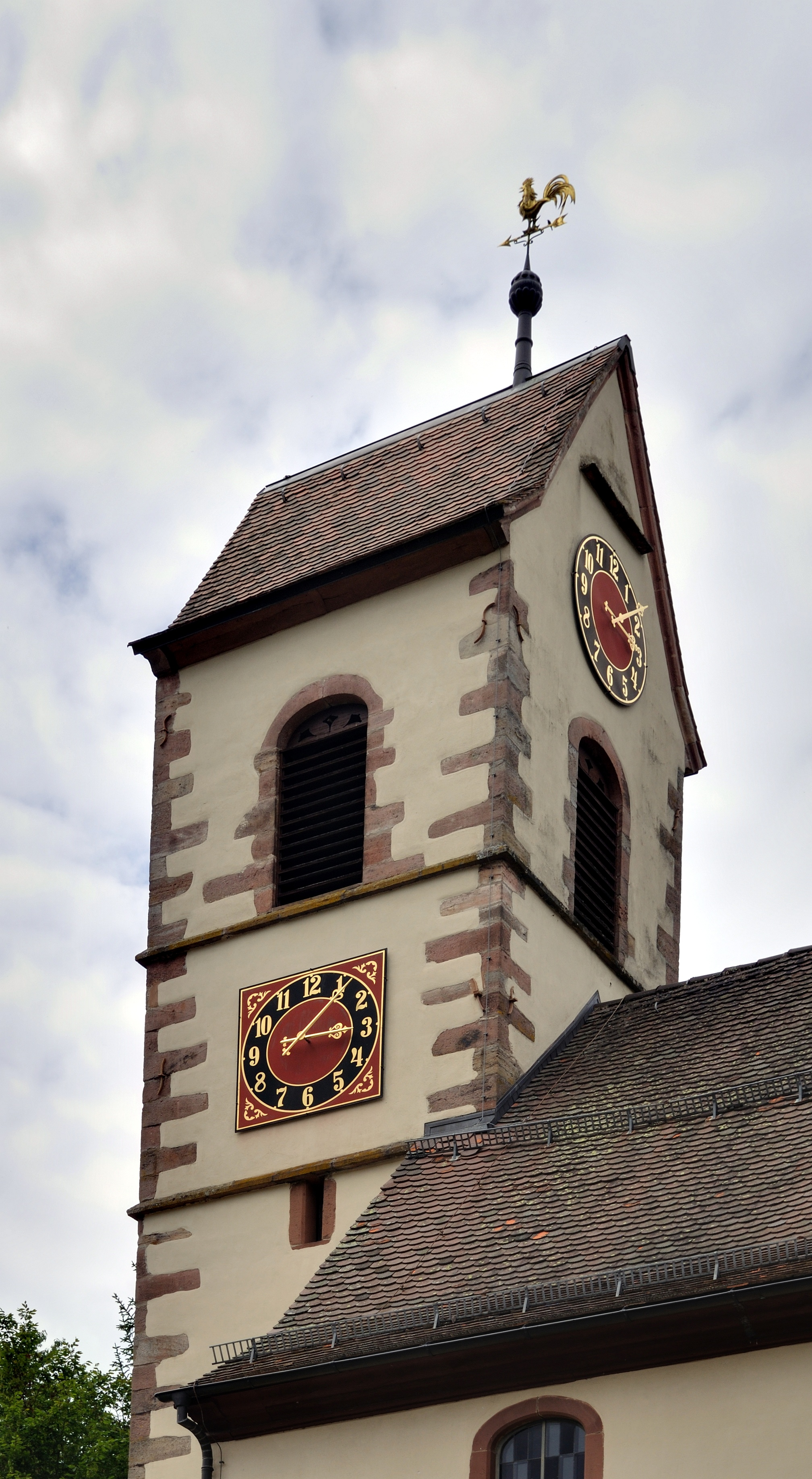
Glockenturm

Das heutige dreistimmige Stahlgeläut setzt sich wie folgt zusammen:
| Nr. | Schlagton | Gussjahr | Gießer                             |
| --- | --------- | -------- | ---------------------------------- |
| 1   | b′        | 1870     | Benjamin Muchenberger, Blasiwald   |
| 2   | g′        | 1950     | Glockengießerei Bachert, Karlsruhe |
| 3   | c′′       | 1950     | Bachert, Karlsruhe                 |